# 아나키스트 흑십자사
아나키스트 흑십자사(Anarchist Black Cross, 약칭 ABC)는 아나키스트 지원 조직이다. 이 그룹은 죄수들에게 정치 문헌을 제공하고, 전세계의 계급투쟁 죄수들에게 법률적, 물질적 지원을 해주는 것으로 유명하다. 이들은 주로 양심수들에게 관심을 기울이며 폭력을 조장한 사람들을 옹호하기를 거부하는 엠네스티와는 다르다. ABC는 아나키스트 입장에서 적합한 것으로 간주되는 혁명을 촉진 시키기 위한 불법적 행위를 한 사람들을 공개적으로 지원한다.

## 역사

아나키스트 흑십자의 상징

아나키스트 흑십자는 차르 러시아시절 정치범을 도와주기 위해 결성된 정치적십자사의 이탈 조직인 아나키스트 적십자사로서 시작되었다. 수년간 그 조직에 대한 기원은 분쟁이 있었지만, 최근의 문서들에 의하여 그기간에 대한 프레임을 좁히게 되었다. 루돌프 로커에 의하면 아나키스트 적십자의 런던에서의 회계 기록으로  미루어 볼때 이것은 “1900년에서 1905년 사이 바쁜 시기”에  러시아에서 설립되었다고 한다. ABC의 역사에 대하여 이야기하는 대부분의 자료는 이 시기에 그룹이 탄생했다고 본다. 그룹은 1905년의 혁명 이후 러시아에서 아나키스트 죄수들이 늘어나면서 유명해 졌다고 한다. 폴리티컬 적십자는 이들을 지원하길 거부 했고, 러시아 내부의 아나키스트들과 여러 망명 아나키스트들은 감옥에 갇힌 그들의 동지를 돕기위해 아나키스트 적십자를 결성했다. 그들이 활동하는 지역에(라트비아, 리가, 오데사 등) 따라 조직의 여러 지점들이 있었다고 알려져 있다. 수년 내에, 조직은 러시아의 국경을 넘어서 망명한 혁명가들이 정착을 했던 영국과 미국에까지 퍼져 나가게 되었다.
1905년 그룹은 이름에서 적십자 부분을 삭제했다. 이 시기엔 여러 이름을 사용했는데 다음과 같은 것들이 있었다. Chicago Aid Fund, Society to Aid Anarchist Prisoners in Russia, Joint Committee to Aid Revolutionaries Imprisoned in Russia 그리고 이 중에서 오늘날까지 남아있을 이름인 아나키스트 흑십자도 등장했다.
하지만 Harry Weinstein에 의하면 그룹의 활동은 그가 체포된 이후인 1906년 7월 또는 8월에 시작되었다고 한다. Weinstein이 출소한 이후 그와 다른 이들은 시베리아에 유배형을 선고 받은 아나키스트에게 의류를 제공했다. Weinstein의 주장에 의하면 아나키스트 커뮤니티에서 충분한 기부가 있었음에도 아나키스트들은 어떠한 지원도 받지 못하였기 때문에 1906년 말에 폴리티컬 적십자로부터 그룹이 이탈했다고 한다. Weinstein는 1907년 뉴욕에 도착할때까지 러시아에서 그의 노력을 계속 했다. 그곳에서 그는 뉴욕 아나키스트 적십자를 설립하는 것을 도왔는데, 그 그룹의 멤버중에는 Mother Earth의 편집자인 Louise Berger도 있었다. 1911년 펜실베니아 필라델피아에서  Morris Beresin와 Boris Yelensky에 의하여 아나키스트 적십자가 결성되기도 했다.

### 검은 군대
1918년 네스토르 마흐노는 그의 우크라이나 혁명반역군(검은 군대)를 보조하기 위해 아나키스트 흑십자를 조직함으로서 이의 새로운 장을 열었다.
이시기에 그룹은 죄수를 지원하는 것에서 응급 의료 지원을 제공하는 자체 방어 부대로 변하게 된다. 카자크, 백군, 포그롬 그리고 적군의 공격에 맞서서, 우크라이나 흑십자는 도시 방어를 준비하는 독특한 보조 역할을 했고 우크라이나 역사에서 최초로 도시 군대를 조직했다. 민병대로서 우크라이나 아나키스트 흑십자는 아나키스트 흑군의 유닛으로서 활동했지만, 기동 부대는 아니였으며 주로 도시 주변에서 활동했다. 멤버들에게는 공식적인 유니폼은 없었지만, 데님 오버롤과 독특한 완장을 착용한 것으로서 식별할 수 있었다.
잠깐 동안은 아나키스트 흑십자는 볼셰비키 정부에 의하여 모스크바와 페트로그라드에서 허용된 적이 있었다. 이후 체카는 흑십자 내부로 밀고자를 침투 시켰고, 이들은 정기적으로 조직의 리더와 활동가들에 대한 보고서를 작성했다. 모스크바, 페트로그라드 그리고 흑군에 의해 제어됐던 우크라이나 외부에서는 흑십자는 철저하게 억압되었다. 아나키스트 팜플릿과 책들은 지속적으로 압수되었고, 아나키스트 흑십자의 구호 요원들은 체포 되거나 구금 당하기도 했다.
1919년 9월 볼셰비키당 모스크바 회의에 수류탄 공격이 있었고, 이것은 적군과 체카를 동원하여 러시아 전역의 아나키스트들을 대량 체포하기 위한 구실이 된다. 아나키스트 무장세력은 체포 되었고, 흑군과 그들의 리더인 마흐노 조차 “철의 빗자루”로 러시아의 모든 아나키스트들을 쓸어 버려야 한다는 트로츠키의 명령에 의하여 그 표적이 되었다. 이로서 볼셰비키에게 붙잡힌 아나키스트 죄수들을 돕기 위해 아나키스트 죄수 지원 조직이 다시 창설될 필요성이 생기게 된다. 모스크바, 하리코프, 오데사 그리고 여러 작은 도시에 새로운 아나키스트 흑십자가 등장했고, 유사한 조직인 society to Help Anarchist Prisoners도 만들어졌다. 이들은 아나키스트들과 다른 좌파 반체제인사들에게 음식을 제공하는 일에 전념했다. 이러한 지원은 어려운 일이었는데, 음식은 쉽게 구할 수 있을지라도 볼셰비키 적위대에게 자주 압수 당했기 때문이다. 심지어 1922년에는 아나키스트 구호 요원인 en:Senya Fleshin와 en:Mollie Steimer가 국가정치부에 의하여 “범죄 요소를 도움”으로서 볼셰비키의 안보를 위반했다고 체포되기도 했다.

### 이후
1960년대 스페인 프랑코 정권의 아나키스트 죄수들을 돕기위해 en:Stuart Christie와 en:Albert Meltzer가 영국에서 아나키스트 흑십자를 다시 결성했다. 이것이 다시 등장한 원인중 하나는 크리스티의 스페인 감옥에서의 경험 때문이었다. 그는 그곳에 갇혀있을 때 음식 소포로부터 중요한 도움을 받았다. 그시절에 스페인 아나키스트와 레지스탕스 죄수들을 돕기 위해 활동하는 국제 조직은 존재하지 않았다. 그룹이 다시 활동을 시작한 뒤의 첫번째 행동은 크리스티가 감옥에 있었을 당시 만났던 en:Miguel Garcia가 석방된 뒤에, 그를 스페인 밖으로 데려오는 것이었다. 그는 이후 그룹의 국제 비서 역할을 하며 다른 이들을 석방시키기 위해 활동했다.
조직은 계속 성장했고 유럽과 북미 전역으로 확산되었다. 1995년에 ABC 미국 지부는 en:Anarchist Black Cross Federation로서 통합되었다. 새로운 형태를 시도하려는 동안 그들은 장기적인 지원을 할 수 없었다. 2001년쯤에  en:Anarchist Black Cross Network라는 새로운 조직이 등장하여 ABC 연합의 대안임을 자처했다. Break the Chains 회의에 양측의 멤버가 참석할때까지 두 그룹의 충돌이 존재했고, 이후에는 작업의 관계를 발전시키기 위해 노력했다.

## 인용구
“우리가 전쟁에서 패했을 때, 싸워왔던 자들은 레지스탕스가 되었다. 그러나 그 저항은 세상에선 범죄로 간주 되었다. 정치적 적과 싸우기 위해 프랑코가 만든 법을 어겼을 때, 세계는 우리를 범죄자로 간주했다. 우리가 투옥될 때, 자유주의자들은 테러리스트 따위에겐 관심을 가지지 않았다.”
“우리는 대부분의 아나키스트들이 그렇듯이 감옥에는 어떠한 유용한 기능도 없으며 국가와 함께 폐지되어야 한다고 믿는다. 우리는 감옥의 체계와 그것을 만들어내는 사회를 모두 폐지해야 한다고 믿는다. 우리는 국가도 계급도 없는 사회를 만들기 위한 직접 저항을 믿는다. 우리는 혁명적 아나키즘에 대한 헌신을 공유한다. 우리는 아나키스트들은 전투적으로 조직되어야 한다고  생각한다.”

## ABC 그룹 목록
- ABC Belarus[11]
- ABC Irkutsk[12]
- ABC Moscow[13]
- ABC Nancy[14]
- ABC Mexico[15]
- ABC Rio[16]
- Solidaritaetswerkstatt (Hamburg/Germany)[17]
- Portland ABC
- ABC Los Angeles[18]

## 같이 보기
- en:Anarchist Black Cross Network
- en:Anarchist Black Cross Federation
- Black Flag
- en:Louise Berger
- 감옥 폐지 운동
- en:Olga Taratuta